# José Navarro Aparicio
José Navarro Aparicio (Granada, 20 gennaio 1952) è un ex calciatore spagnolo, di ruolo portiere.

## Carriera
Giocò prevalentemente con Burgos e Atlético Madrid.

## Palmarès

### Competizioni nazionali
- Segunda División (Spagna): 1

Burgos: 1974-1975